# Kościół Świętych Cyryla i Metodego w Pradze
Kościół św. Cyryla i Metodego (czeski: Kostel svatého Cyrila a Metoděje) – kościół rzymskokatolicki w dzielnicy Karlín, w Pradze, w Czechach. Został zbudowany w połowie XIX wieku i jest jednym z najważniejszych zabytków architektury z tego okresu w kraju.
Kościół został zbudowany w latach 1854–1863 przez architektów Karla Rösnera, Vojtěcha Ignáca Ullmanna. Kilka czeskich artystów przyczyniło się do dekoracji kościoła. Został konsekrowany 18 października 1863 roku, w rocznicę przyjścia świętych Cyryla i Metodego na ziemie czeskie.
Kościół jest zbudowany w stylu późnej bazyliki neoromańskiej z podwyższoną nawą główną i dwiema wieżami. Kościół składa się z nawy głównej, trzech naw bocznych i prezbiterium, które kończy się absydą.